# ハイラム・ジョンソン
ハイラム・ウォレン・ジョンソン（英語: Hiram Warren Johnson、1866年9月2日 - 1945年8月6日）は、アメリカの共和党員の政治家。第23代カリフォルニア州知事（1911年 - 1917年）、連邦上院議員（カリフォルニア州選出、1917年 - 1945年）。

## 概要
医者のJohn Randolph Haynesらとともに、Lincoln–Roosevelt Leagueを設立して汚職撲滅としての反サザン・パシフィック鉄道など進歩的な政策を行い、カリフォルニア州憲法を改正して州レベルで発案、国民投票、国民解職など直接民主主義の制度を実現させた。
革新主義者の代表格で、1912年には進歩党を結成。同党の1912年アメリカ合衆国大統領選挙候補者セオドア・ルーズベルトの副大統領被指名者。
Japanese Exclusion League、アジア排斥同盟とCalifornia Joint Immigration Committeeを設立した反日家で排日運動を推し進めたジャーナリストValentine S. McClatchyらとともに、カリフォルニア州知事として、カリフォルニア州外国人土地法、上院議員として排日移民法の制定に協力した。
1932年アメリカ合衆国大統領選挙では民主党候補のフランクリン・ルーズベルトを支援した。
有名な言葉として、"The first casualty when war comes is truth"(戦争の最初の犠牲者は真実である)、がある。